# Cody (Wyoming)
Cody é uma cidade localizada no estado norte-americano de Wyoming, no Condado de Park.

## Demografia
Segundo o censo norte-americano de 2000, a sua população era de 8835 habitantes.
Em 2006, foi estimada uma população de 9217, um aumento de 382 (4.3%).

## Geografia
De acordo com o United States Census Bureau tem uma área de
24,6 km², dos quais 24,0 km² cobertos por terra e 0,6 km² cobertos por água.

## Localidades na vizinhança
O diagrama seguinte representa as localidades num raio de 68 km ao redor de Cody.